# Villa San Michele (Capri)
La villa San Michele es un museo ubicado en el municipio de Anacapri, en la isla de Capri. La villa toma su nombre de una pequeña capilla que se encontraba en la época medieval al final de la scala Fenicia. Los jardines de la villa tienen vistas panorámicas de la ciudad de Capri y su puerto, la península sorrentina y el Monte Vesubio.

## Historia
La villa San Michele se encuentra en el mismo lugar donde, en la época romana, se encontraba una de las doce villas construidas por el emperador Tiberio, que gobernó el Imperio romano desde la isla del 27 al 37 d. C.  El arqueólogo Giuseppe Feola, a principios del siglo XIX, en su Informe sobre el estado actual de las ruinas augusto-tiberianas en la isla de Capri menciona diversos hallazgos, suelos de mosaico y losas de mármol, sacados a la luz precisamente en este lugar, entonces incorporado al jardín de la príncipe napolitano Gallo. 

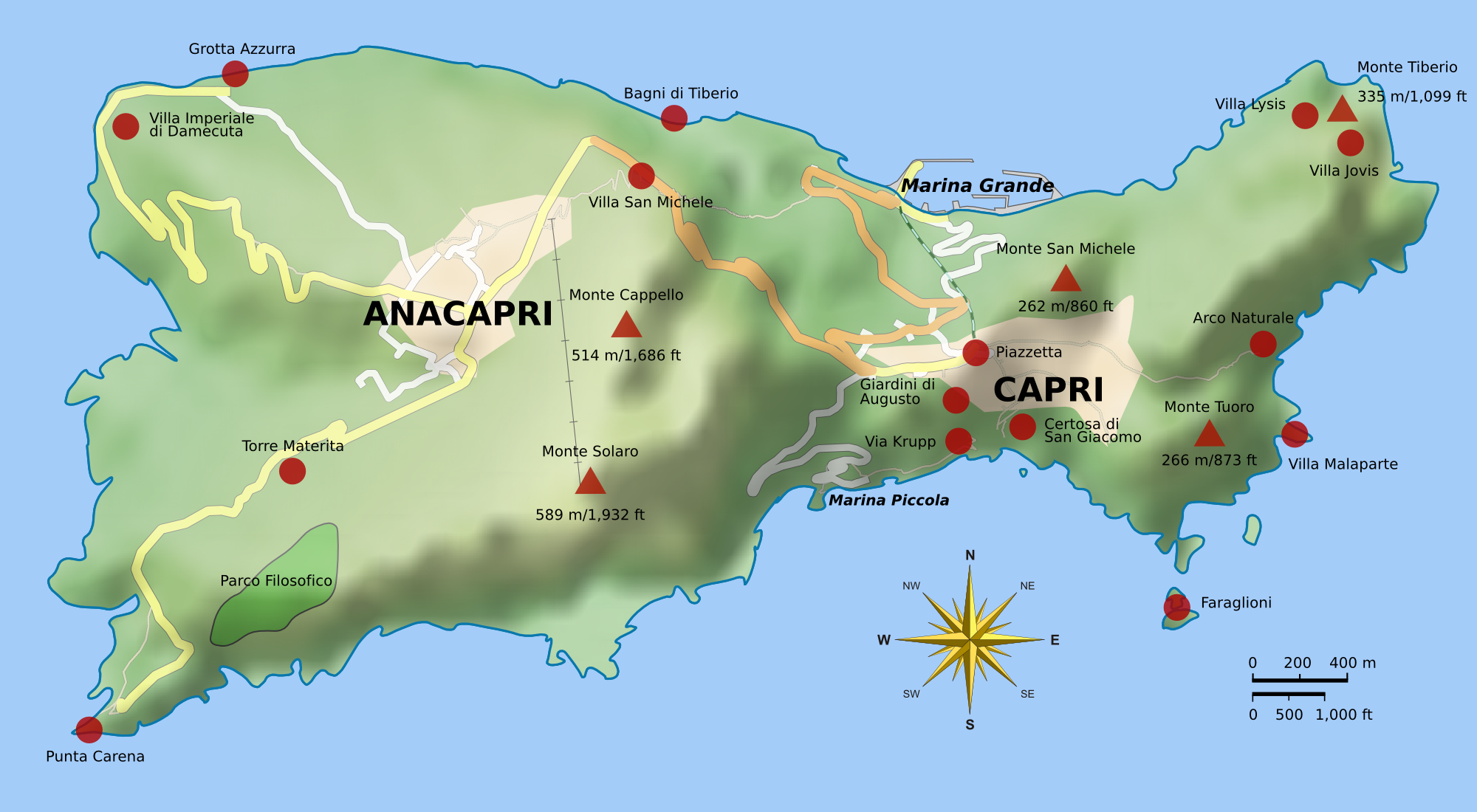
Mapa de Capri con la villa San Michele al noreste de Anacapri

En 1895, el médico sueco Axel Munthe se enamoró del lugar, que también contenía los restos de una antigua capilla del siglo X dedicada a San Miguel, y quiso comprarlo a toda costa.  Mientras realizaba los trabajos de restauración, descubrió la presencia de restos de la antigua villa romana en el viñedo adyacente a las ruinas, entre ellos un segmento de mampostería de opus reticulatum y dos pequeñas salas pavimentadas y decoradas con frescos. La casa estaba adornada con otros restos arqueológicos que, sin embargo, no se encontraron in situ (teniendo en cuenta su datación posterior a la época julio-claudia ), pero que Munthe salvó sin embargo del abandono de los habitantes locales, que a menudo los utilizaban como material de construcción, y eran reutilizados o destruidos porque constituían un obstáculo a la hora de irrumpir en los viñedos.  Munthe hablaba hiperbólicamente de «miles de brillantes losas de mármol... antigüedades... decenas de inscripciones funerarias... innumerables fragmentos de esculturas romanas primitivas». 

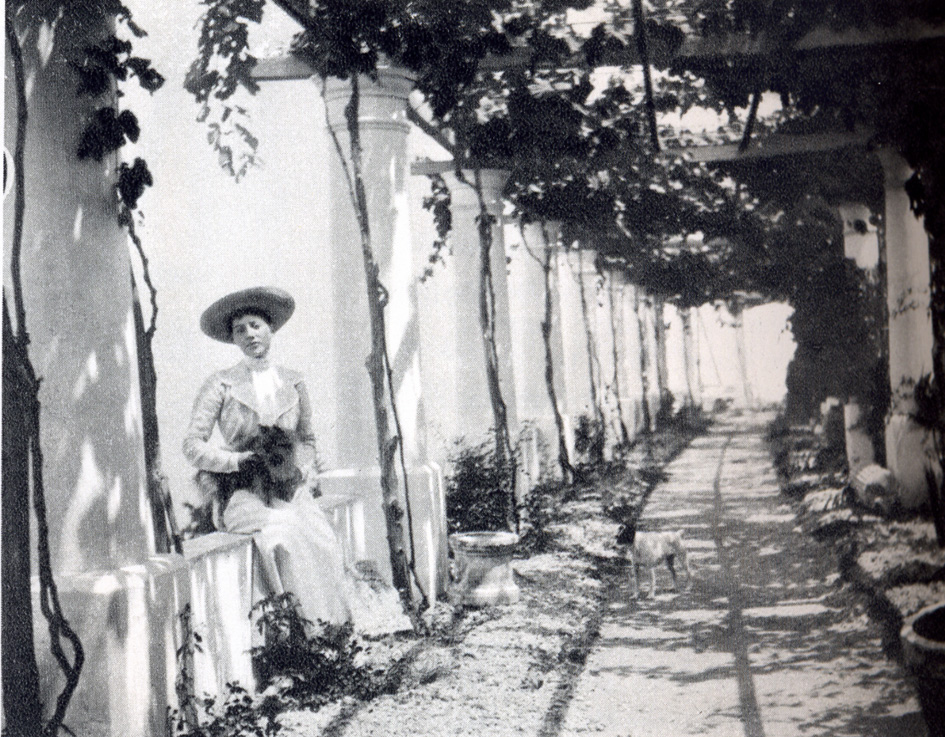
La princesa María Luisa de Hannover con dos perros en la pérgola de la villa en una fotografía tomada en 1903

La construcción de la villa duró muchos años, no sólo por las dificultades de edificar sin vías de comunicación y abastecimiento, distintas de las peatonales, con la cercana Capri y el mar, sino también por las numerosas vicisitudes ligadas a la vida profesional del médico sueco.. La historia de su vida es contada por el propio Munthe en una autobiografía, titulada La historia de San Michele, en la que también recorre las distintas fases de la construcción de la villa. Publicado en Londres en 1929, La historia de San Michele, una síntesis de los acontecimientos biográficos de Munthe así como de diversas reflexiones sobre la vida y la muerte, la ética médica y los derechos de los animales, resultó ser uno de los libros más leídos de todo el siglo XX. 
Desde que era una obra de construcción, la villa atrajo a numerosas personalidades del siglo XIX: Soren y Marie Krøyer fueron huéspedes en 1896, Oscar Wilde en 1897, Henry James en 1899, y Rainer Maria Rilke en 1907. Munthe, por el contrario,  no vivió mucho tiempo en  la villa, ya que una enfermedad ocular le obligó a retirarse a la menos luminosa Torre Materita, una fortaleza medieval de los monjes cartujos que también compró en 1902 e hizo restaurar. 

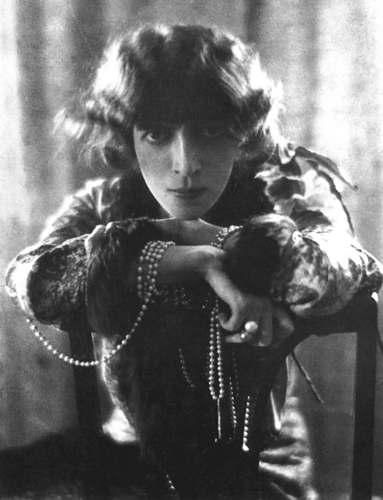
Casati en 1912

Luego, la villa fue alquilada a la marquesa Luisa Casati, quien llevó allí durante muchos años una vida extravagante y a veces excesiva.  Durante su estancia, Casati cambió significativamente el diseño estético de la villa, negando la soleada sencillez preferida por Munthe e insertando cortinas de terciopelo negro, alfombras muy oscuras, pieles de animales, cortinas de encaje dorado: el único testimonio que se conserva hoy de este cambio estético es una inscripción. colocado en el llamado Salón Francés: «Oser. Vouloire. Saber. Se taire» [Atrévete. Desear. Saber. Guarda silencio].
Tras la muerte de Munthe en Estocolmo en 1949, la Villa San Michele fue legada al estado sueco. En la década de 1930 se abrió a los visitantes y, en 1950, se convirtió en museo, pasando a ser uno de los sitios turísticos más populares de la isla de Capri.

## El edificio
El complejo se divide en varios niveles. En la planta baja se encuentra el comedor, amueblado con muebles de madera boloñesa del Renacimiento y con utensilios de hojalata suecos del siglo XVIII En la puerta de entrada hay una copia de un mosaico de la casa pompeyana de las Vestales, que representa a un copero esquelético con dos ánforas de vino: es un memento mori, ya que Munthe era particularmente sensible al tema de la muerte, «dadora de vida, destructora de la vida, del principio y del fin", como él mismo escribió en la Historia de San Michele. 
También en la planta baja se encuentran la cocina y un pequeño atrio, decorado con un pozo romano en el centro, utilizado para recoger agua, así como varios epígrafes latinos emparedados en los muros perimetrales y una columna estriada, encontrados in situ durante la construcción. del edificio. Las diversas estatuas presentes en los nichos, sin embargo, son copias tardías de originales antiguos que representan a patricios romanos, como Livia Drusila, la esposa de Augusto.

Desde el atrio parte una escalera que conduce a la planta superior, donde se encuentra el dormitorio (originalmente una terraza), el salón francés y finalmente el estudio, adornado con una cabeza de Gorgona, copia romana de un original griego del templo de Venus y Roma que Munthe probablemente compró a un anticuario. 

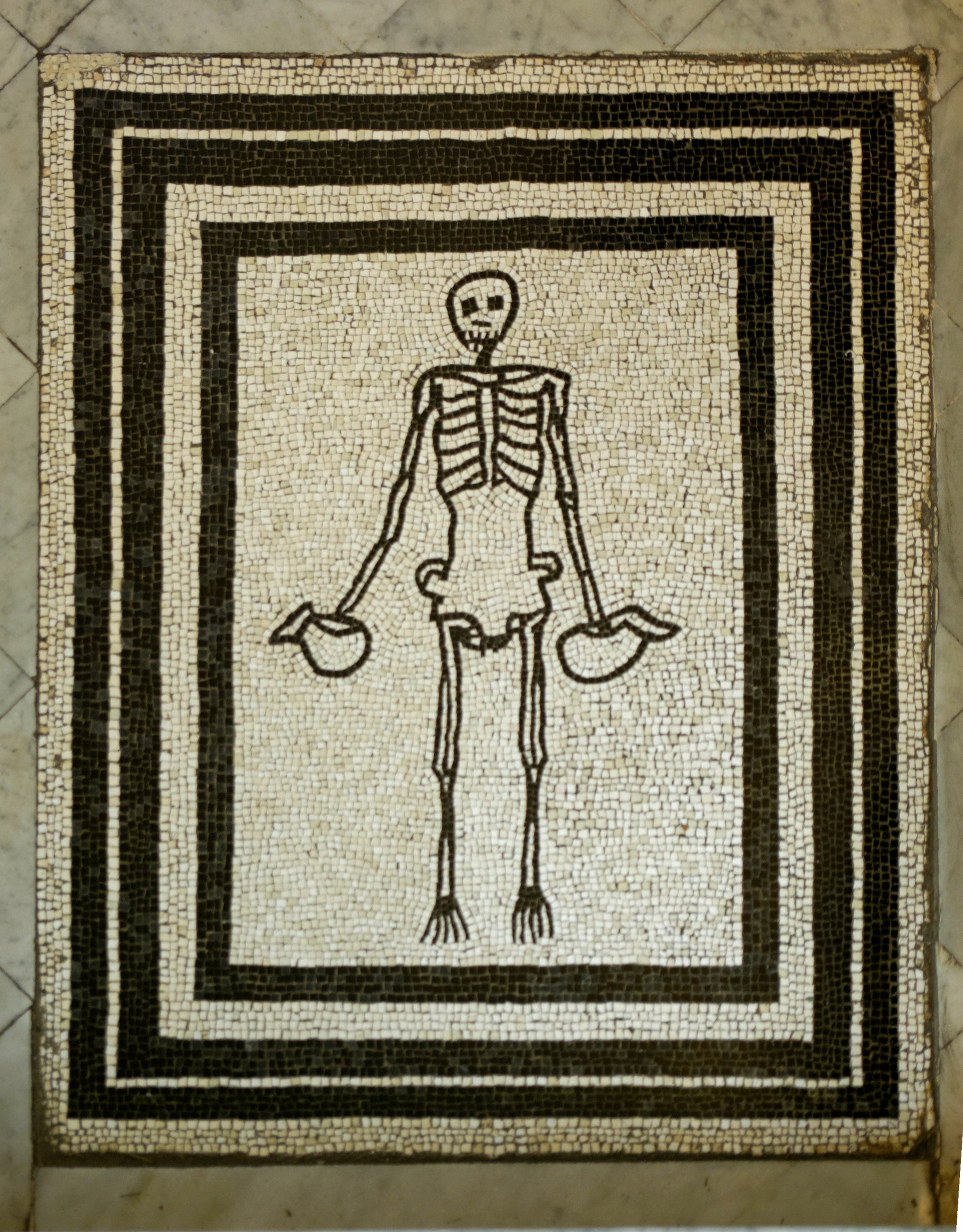
El memento mori al ingreso
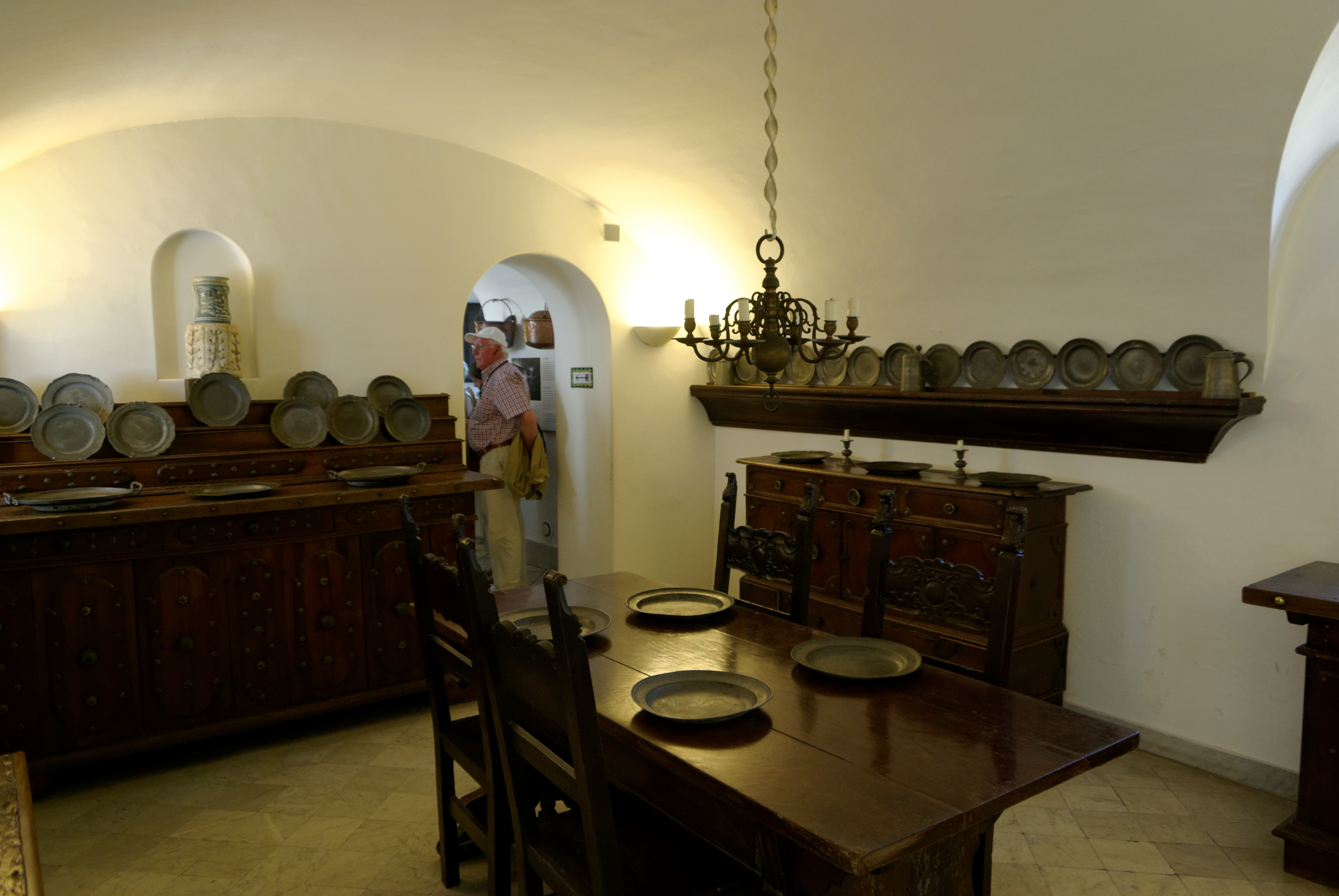
El comedor
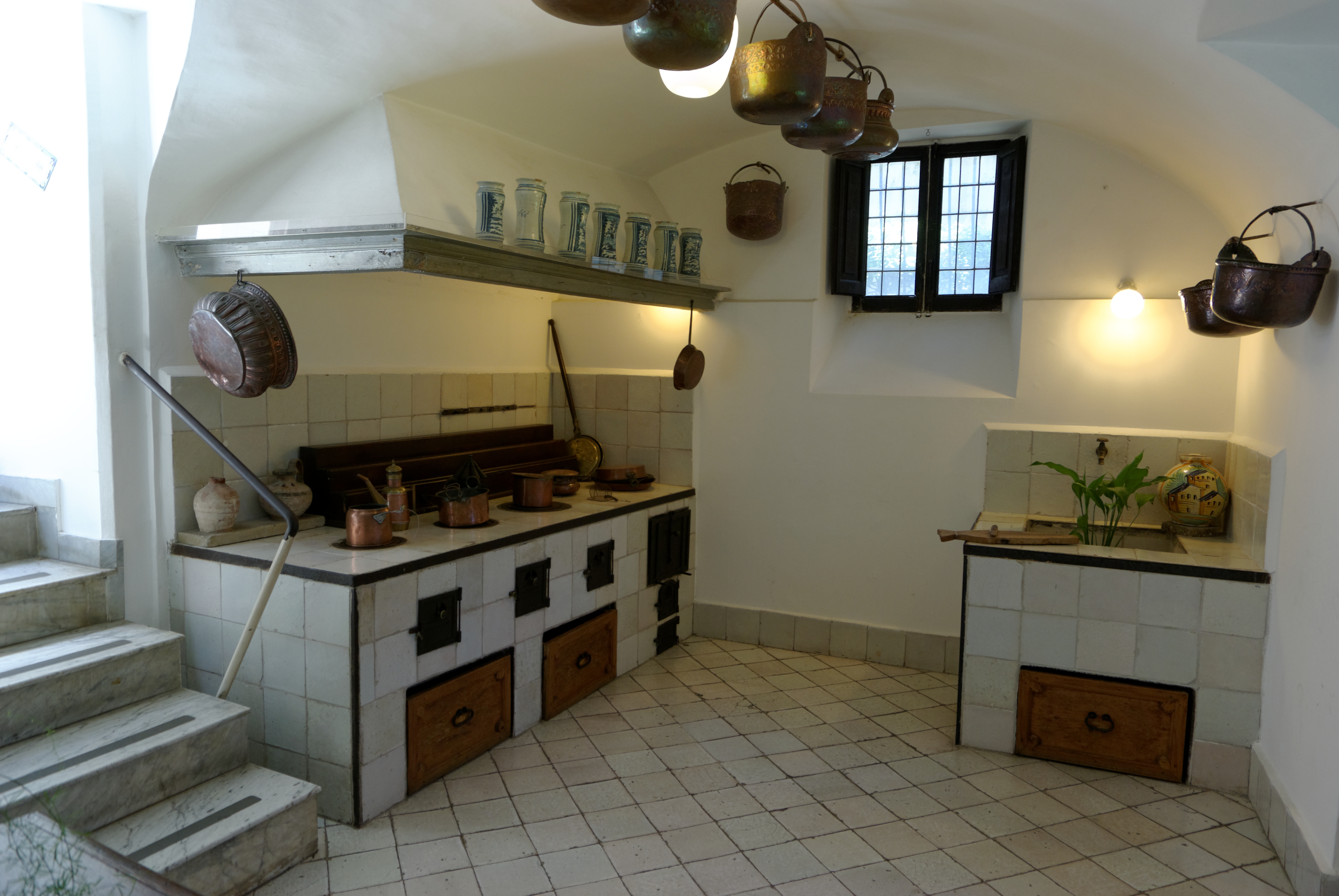
La cocina
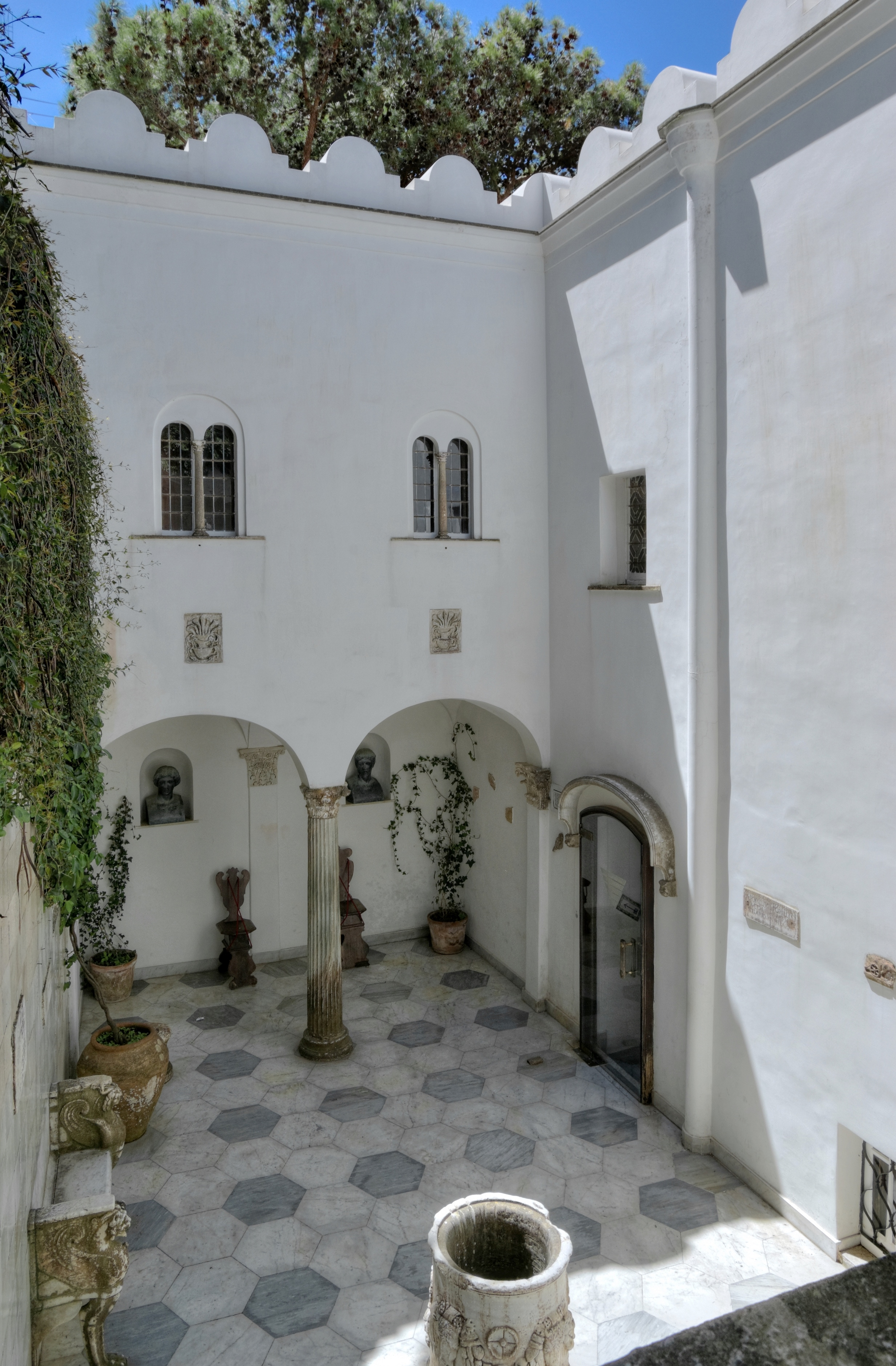
El atrio
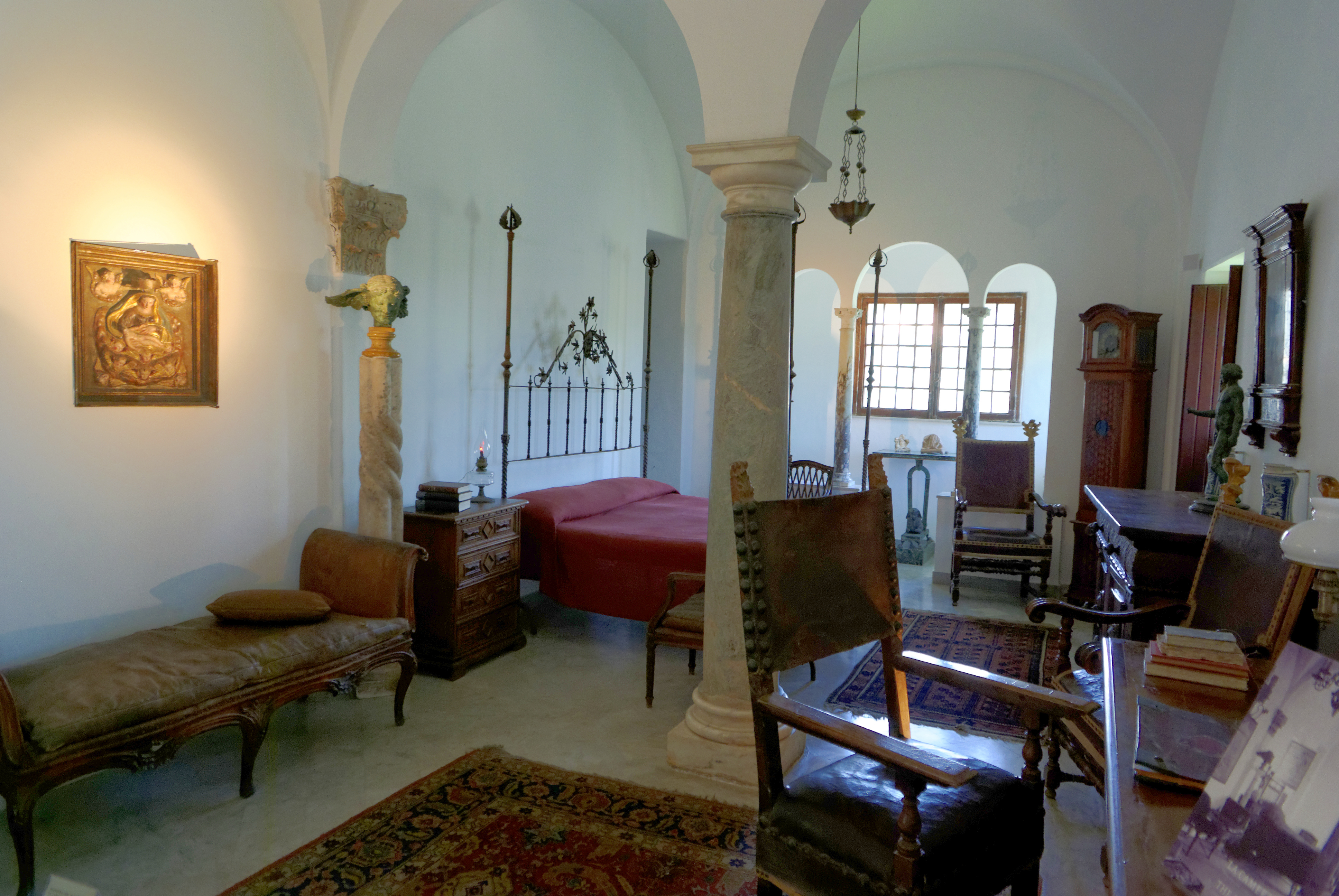
El dormitorio
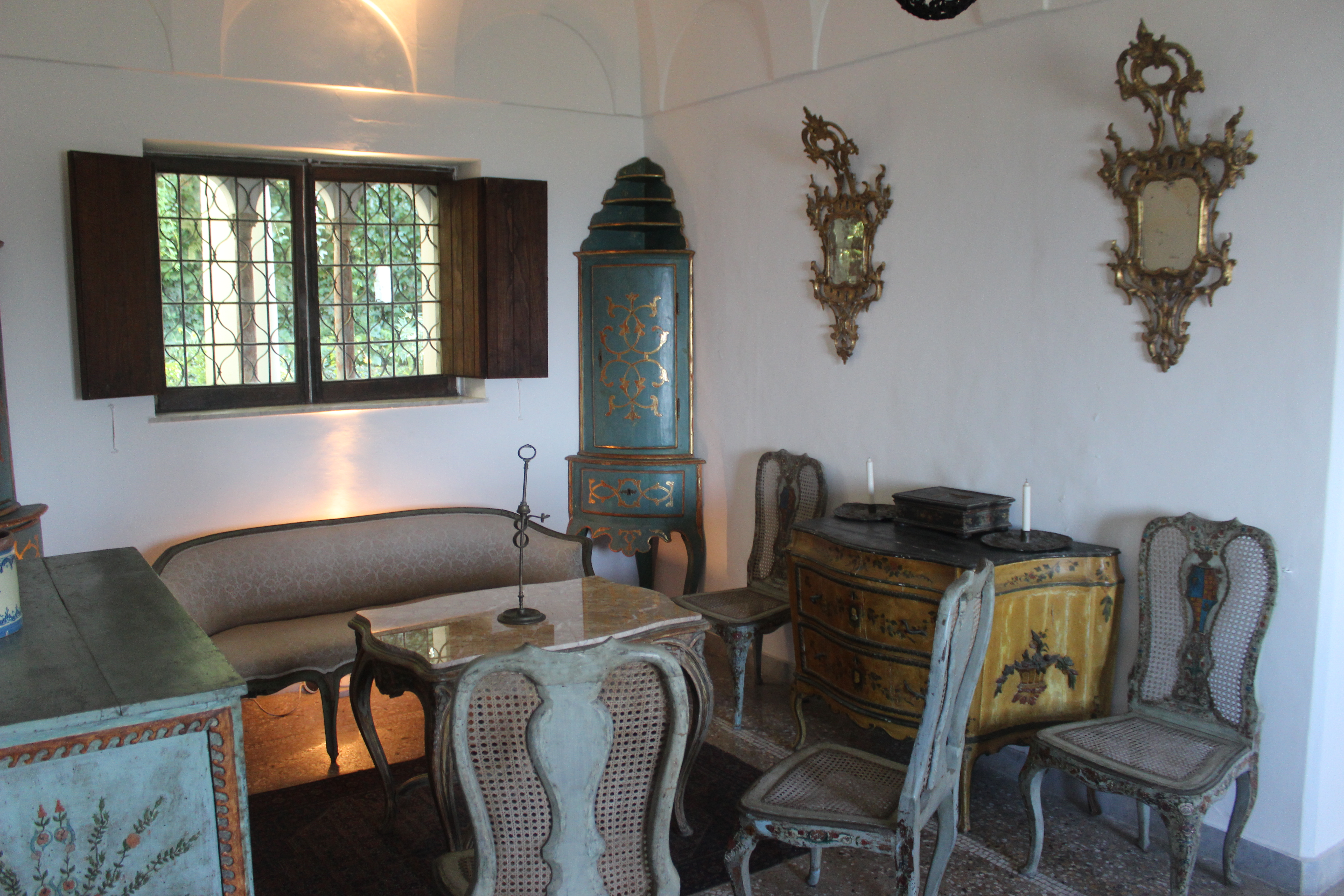
El estudio
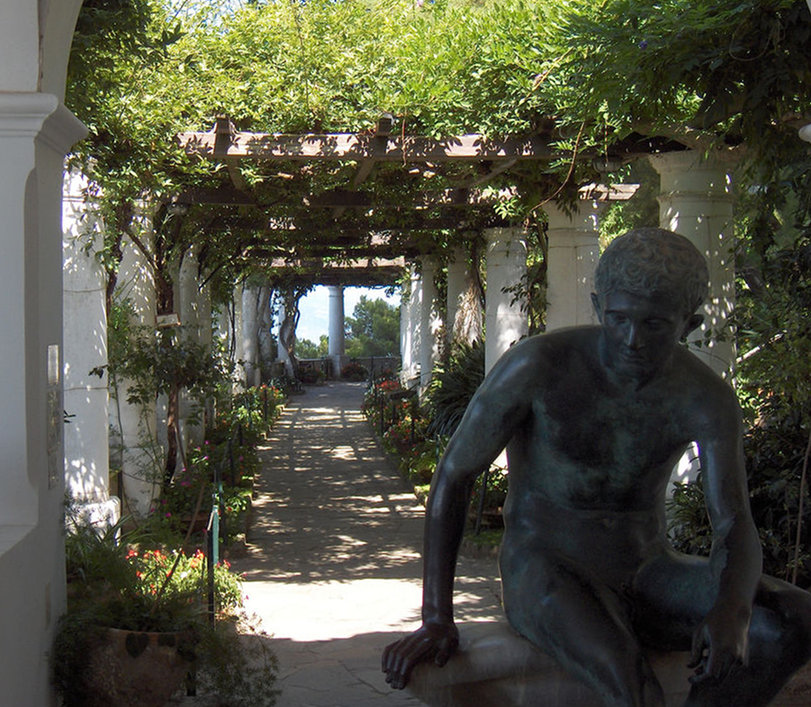
Pergola con estatua romana (Mercurio)
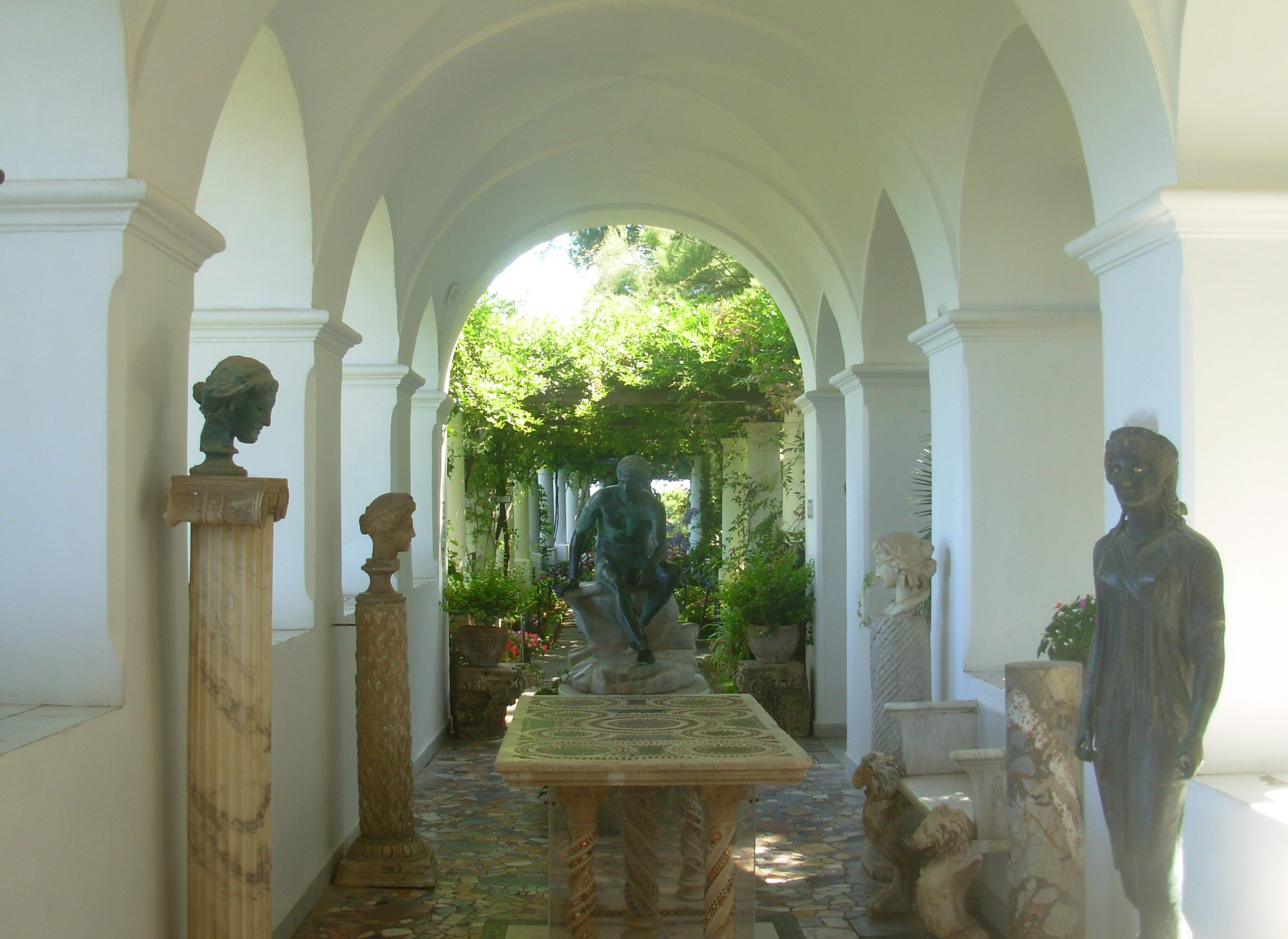
Logia con estatuas
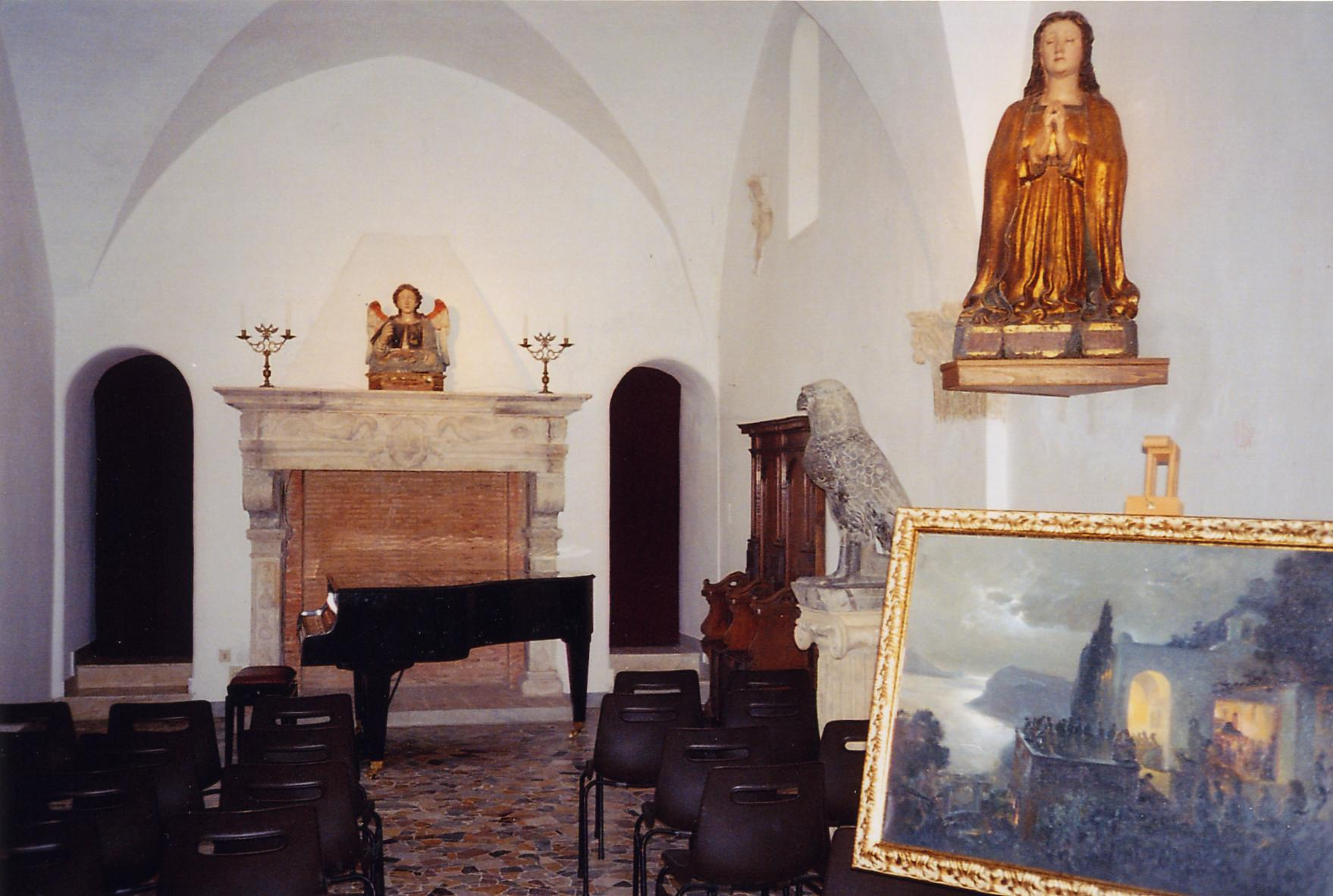
Capilla
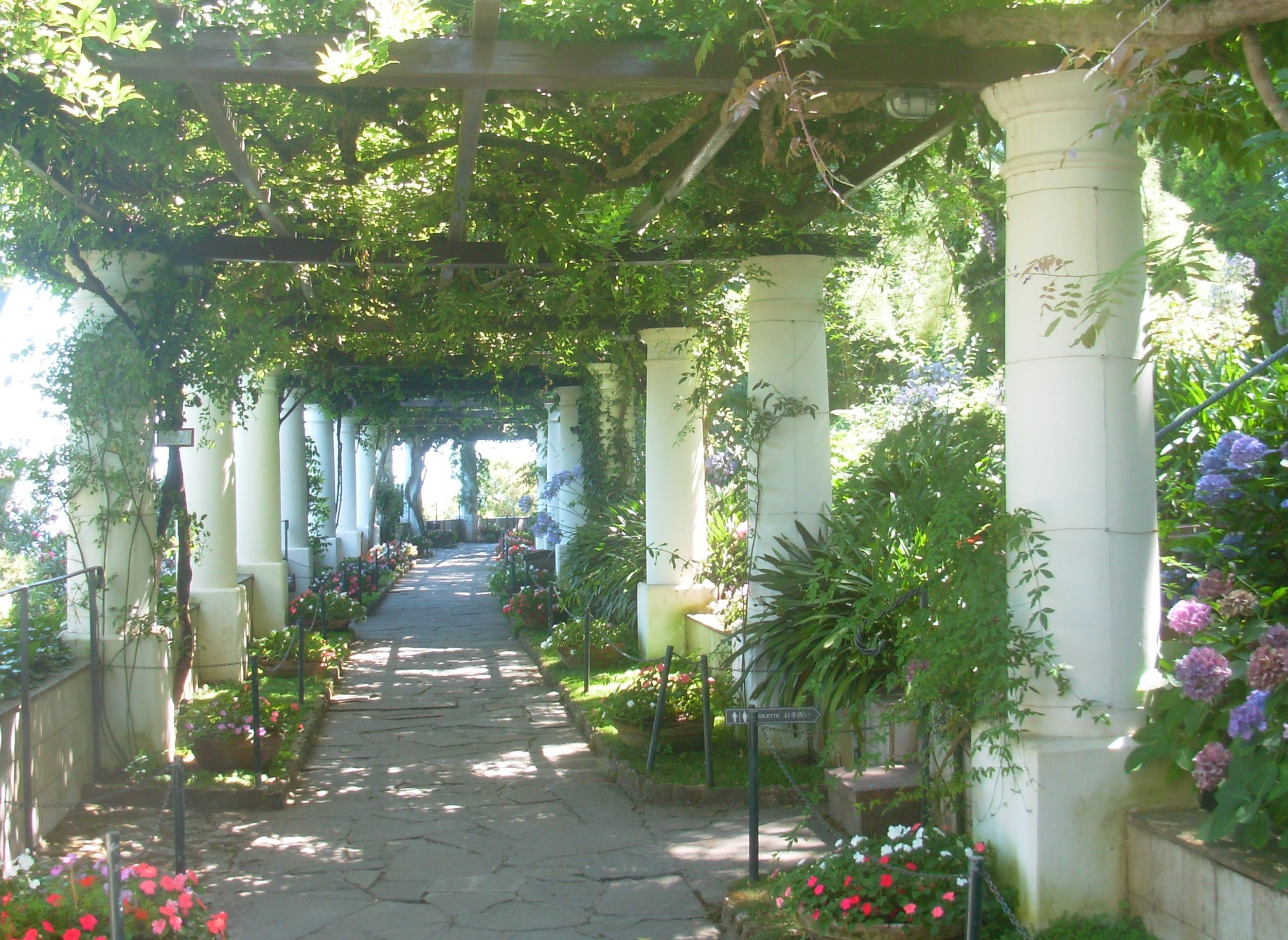
Pérgola
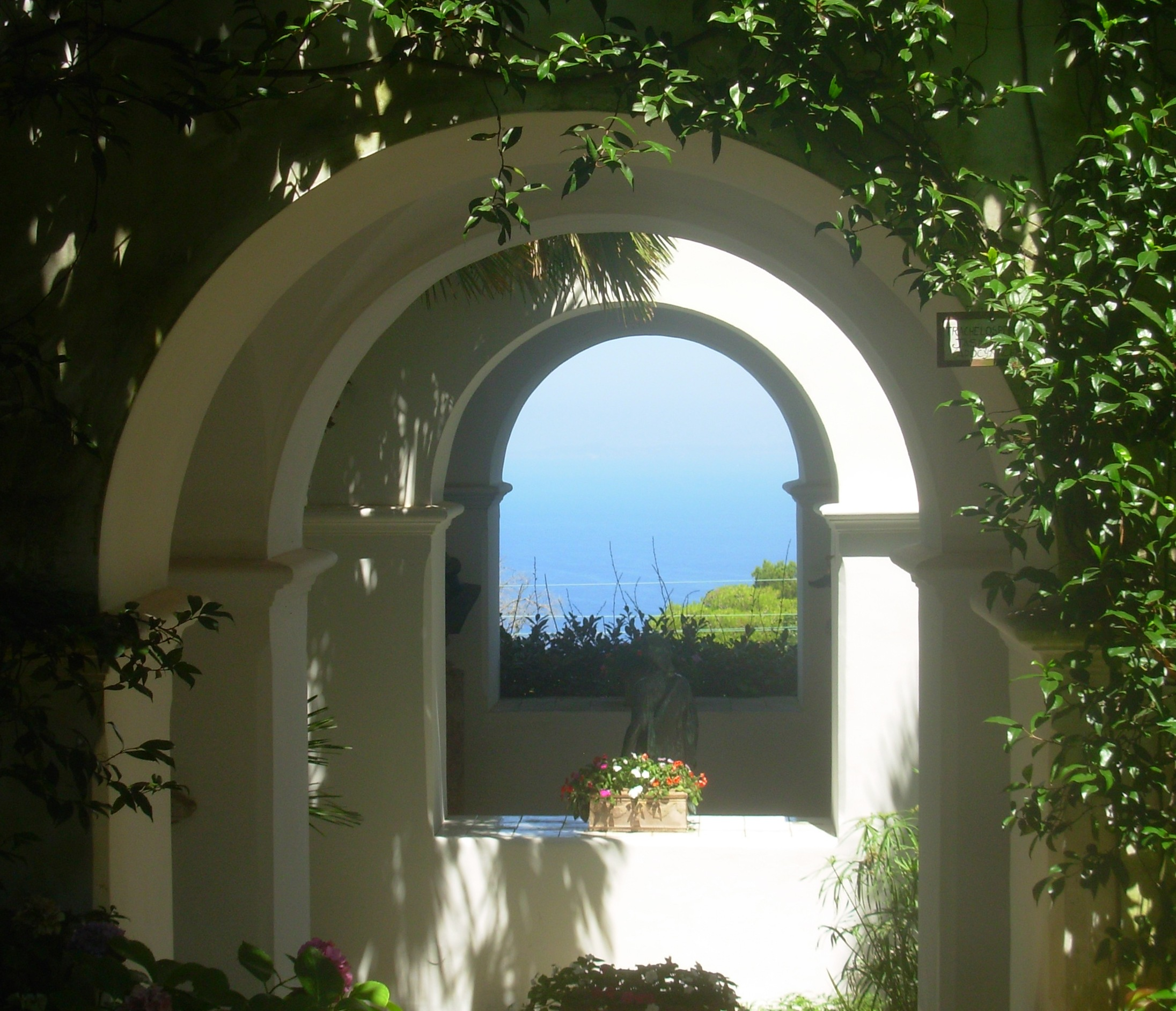
Vista del mar desde la villa
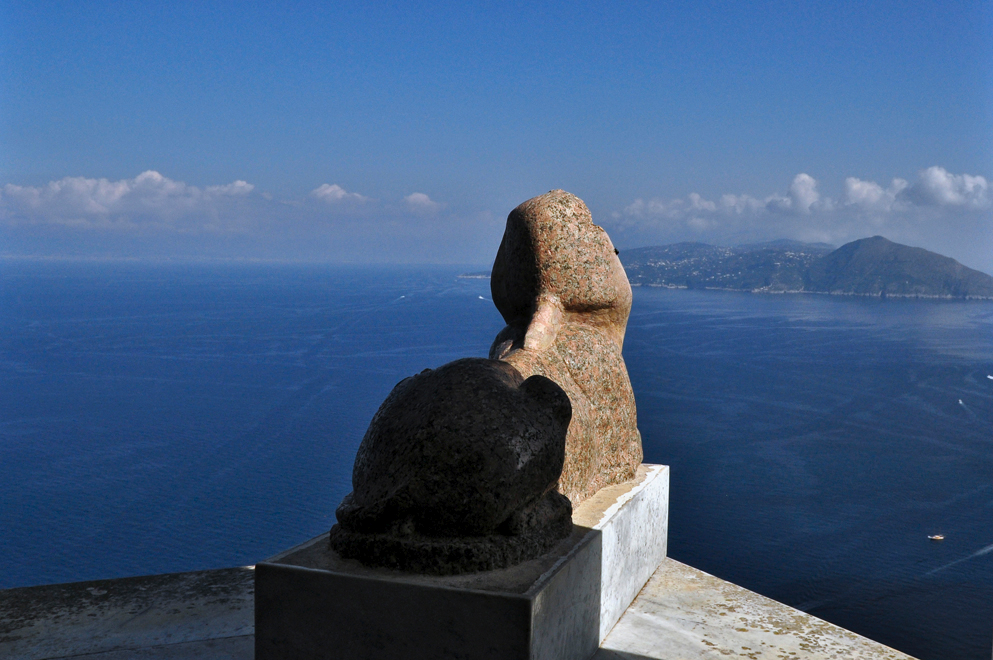
Esfinge

### La esfinge
Este es el objeto de la Villa sobre el que se cuentan más leyendas. Situado al final del pórtico de la capilla, data del reinado de Ramsés II, en el siglo XIII a. C. Todo hace pensar que procede de la península italiana, pero no está claro cómo llegó a poseerlo Axel Munthe. En La Historia de San Michele dice que la encontró en el campo donde se apresuró por la mañana después de un sueño premonitorio:

Todo lo que pasó es demasiado extraño y fantástico para expresarlo con palabras escritas, y no me creerías si intentara hacerlo. Yo mismo no estoy seguro de dónde terminó el sueño y dónde empezó la realidad. [...] interroga a la gran esfinge de granito, que está agachada sobre el parapeto de la capilla de San Michele. Pero preguntarás en vano. La esfinge ha guardado su secreto durante 5.000 años. La esfinge se quedará con el mío.
Axel Munthe

Antes de que la esfinge egipcia encontrara su ubicación actual, en su lugar se encontraba una esfinge etrusca, que posteriormente se colocó en la terraza junto a la entrada de la capilla. La elección de la esfinge como símbolo de la villa puede haberse inspirado en el poeta alemán Jean Paul, muy querido por Munthe, que comparaba la isla de Capri con una esfinge. 

## El jardín

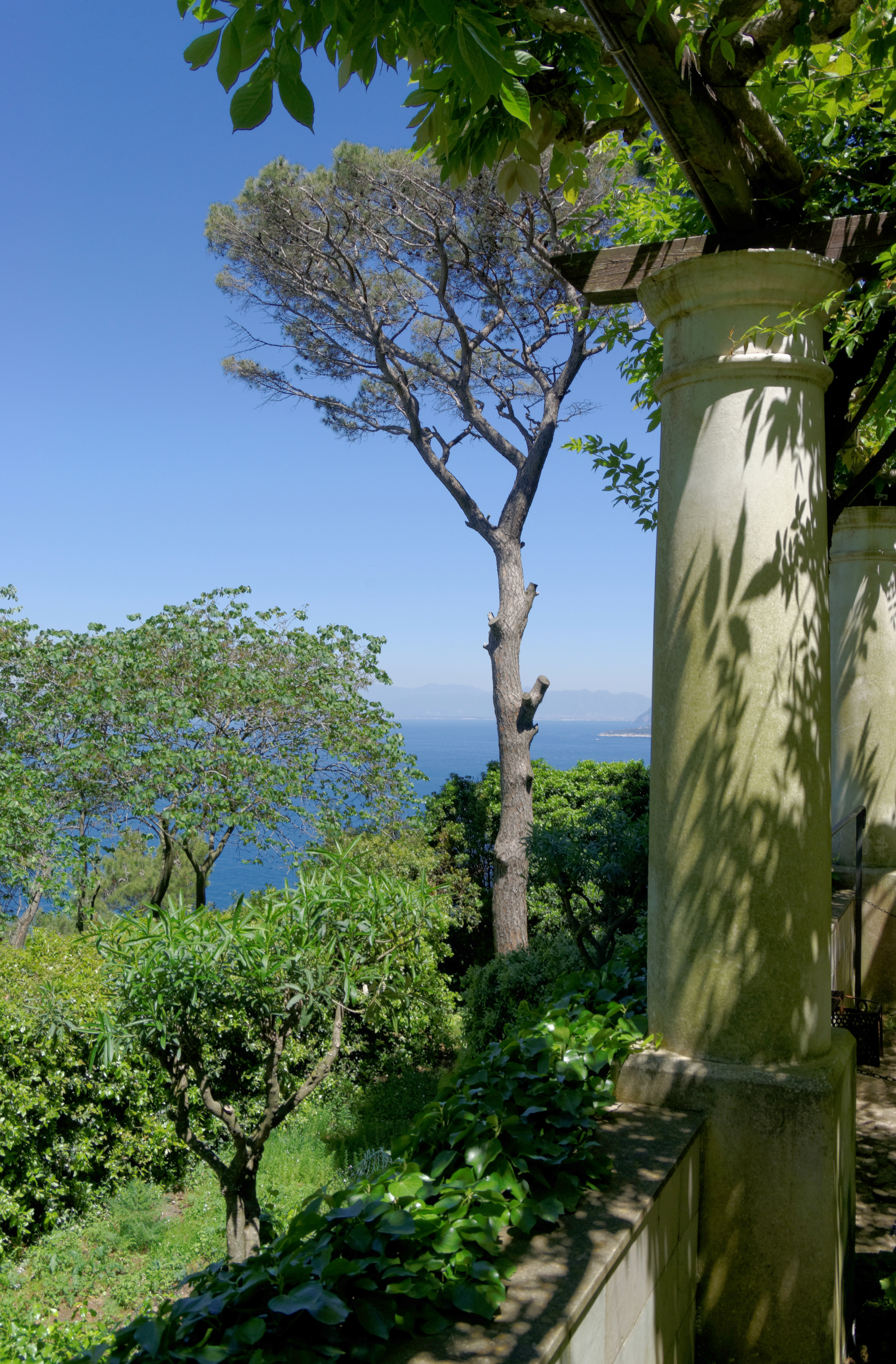
El jardín de la villa

La pérgola está sostenida por filas paralelas de columnas dóricas encaladas y bien espaciadas, un lado forma el borde del jardín. Las vigas transversales de madera sostienen un techo de glicinas, proporcionando una sensación de aislamiento. La larga línea del sendero se curva hasta perderse de vista más adelante. Unos recipientes sencillos colocados a intervalos rítmicos contienen cinerarias en primavera. Geranios de todo tipo ocupan su lugar durante los meses de verano. El final de la pérgola lleva a ese pequeño nicho donde seguimos la supuesta mirada de la esfinge sobre el gran azul. Hay también una estrecha avenida de cipreses que Munthe cultivó a partir de esquejes tomados de los árboles de la Villa d'Este en Tívoli. En esta parte más verde del jardín, un telón de fondo de acantos, hortensias y agapantos enmarca céspedes verdes y senderos dotados de asientos y antiguos abrevaderos de piedra.